# Hyperthelia macrolepis
Hyperthelia macrolepis är en gräsart som först beskrevs av Eduard Hackel, och fick sitt nu gällande namn av Clayton. Hyperthelia macrolepis ingår i släktet Hyperthelia och familjen gräs. Inga underarter finns listade i Catalogue of Life.